# Michelle Obama
Michelle LaVaughn Robinson Obama (Chicago, 17 de janeiro de 1964) é uma advogada norte-americana. É a esposa do 44.º presidente dos Estados Unidos, Barack Obama, e a 46.ª primeira-dama dos Estados Unidos, sendo a primeira afrodescendente a ocupar o posto.
Michelle Obama nasceu e cresceu em Chicago. Graduou-se pela Universidade Princeton e pela Harvard Law School. Após completar seus estudos, retornou a Chicago e aceitou um emprego na firma de advocacia Sidley Austin, onde conheceu seu futuro marido, Obama. Subsequentemente, trabalhou como ajudante do prefeito de Chicago Richard M. Daley e para o Centro Médico da Universidade de Chicago.
Em 1992, casou-se com Barack Obama, com quem tem duas filhas: Malia e Sasha. Ao longo de 2007 e 2008, ajudou na campanha presidencial de seu marido, sendo a sua presença um dos principais destaques da campanha. Discursou na Convenção Nacional Democrata de 2008, 2012 e 2016. 
Como esposa do então senador e mais tarde primeira-dama, se destacou pelo seu enorme carisma, tornando-se um ícone e modelo para as mulheres ao redor do mundo.

## Família e educação

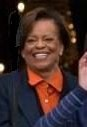
Sra. Marian Shields Robinson, mãe de Michelle.

Michelle Lavaughn Robinson nasceu em 17 de janeiro de 1964, em Chicago, Illinois; seu pai era Fraser Robinson III, um capitão precinto do Partido Democrata norte-americano e sua mãe, Marian Shields Robinson, uma secretária do Catálogo de Spiegel. Sua mãe ficou desempregada até Michelle entrar no Ensino Médio.
A família Robinson pode traçar suas raízes junto aos afro-americanos da região sul dos Estados Unidos do período pré-Guerra Civil Americana; seu antepassado paterno, Jim Robinson, foi um escravo americano no estado da Carolina do Sul, sendo que alguns de seus parentes ainda residem lá. Ela cresceu na Euclid Avenue na comunidade de South Shore em Chicago. A família comeu refeições juntas e também se divertiam juntos como uma família, jogando jogos como Banco Imobiliário e lendo. Ela e seu irmão, Craig (que é 21 meses mais velho), avançaram o segundo grau. Na sexta série, Michelle juntou-se à uma turma na Bryn Mawr Elementary School (depois renomeada Academia Bouchet). Ela ingressou na Whitney Young High School, a primeira escola magnata (escola pública com especializações em cursos) de Chicago, onde ela esteve no quadro de honra durante os quatro anos do ensino médio, teve colocações avançadas nas aulas, foi membro da National Honor Society e serviu como tesoureira do conselho estudantil. A mudança de sua casa no South Side para o Near West Side demorou três horas. Ela foi colega de escola de Santita Jackson, filha de Jesse Jackson e irmã de Jesse Jackson, Jr. Gradou-se do Ensino médio em 1981, e ingressou na Universidade Princeton, estudando sociologia onde ela se graduou cum laude como Bachelor of Arts em 1985.
Michelle sentiu-se inspirada a seguir seu irmão em Princeton porque tinha mostrado a si mesma que isso era possível; ela graduou-se em 1983. Em Princeton, ela aprovou a metodologia pedagógica da língua francesa, porque sentiu que isso seria mais conversacional. Como parte dos requerimentos para a graduação, ela escreveu uma tese intitulada: "Princeton-Educated Blacks and the Black Community." ("Negros Educados em Princeton e a Comunidade Negra", em português). "Lembro-me estando chocada", ela afirma "por estudantes universitários que dirigem BMWs. Eu nunca conheci pais que dirigem BMWs." Ela obteve seu Juris Doctor (J.D.), grau da Harvard Law School, em 1988. Enquanto esteve em Harvard, ela participou de manifestações políticas defendendo a contratação de professores que são membros de minorias. Ela é a terceira primeira-dama norte-americana com uma pós-graduação, seguindo Hillary Rodham Clinton e Laura Bush. Em julho de 2008, Obama aceitou o convite para se tornar um membro honorário do clube de moças negro de 100 anos Alpha Kappa Alpha, no qual não tinha estudantes universitários ativos de Princeton quando ela ingressou.

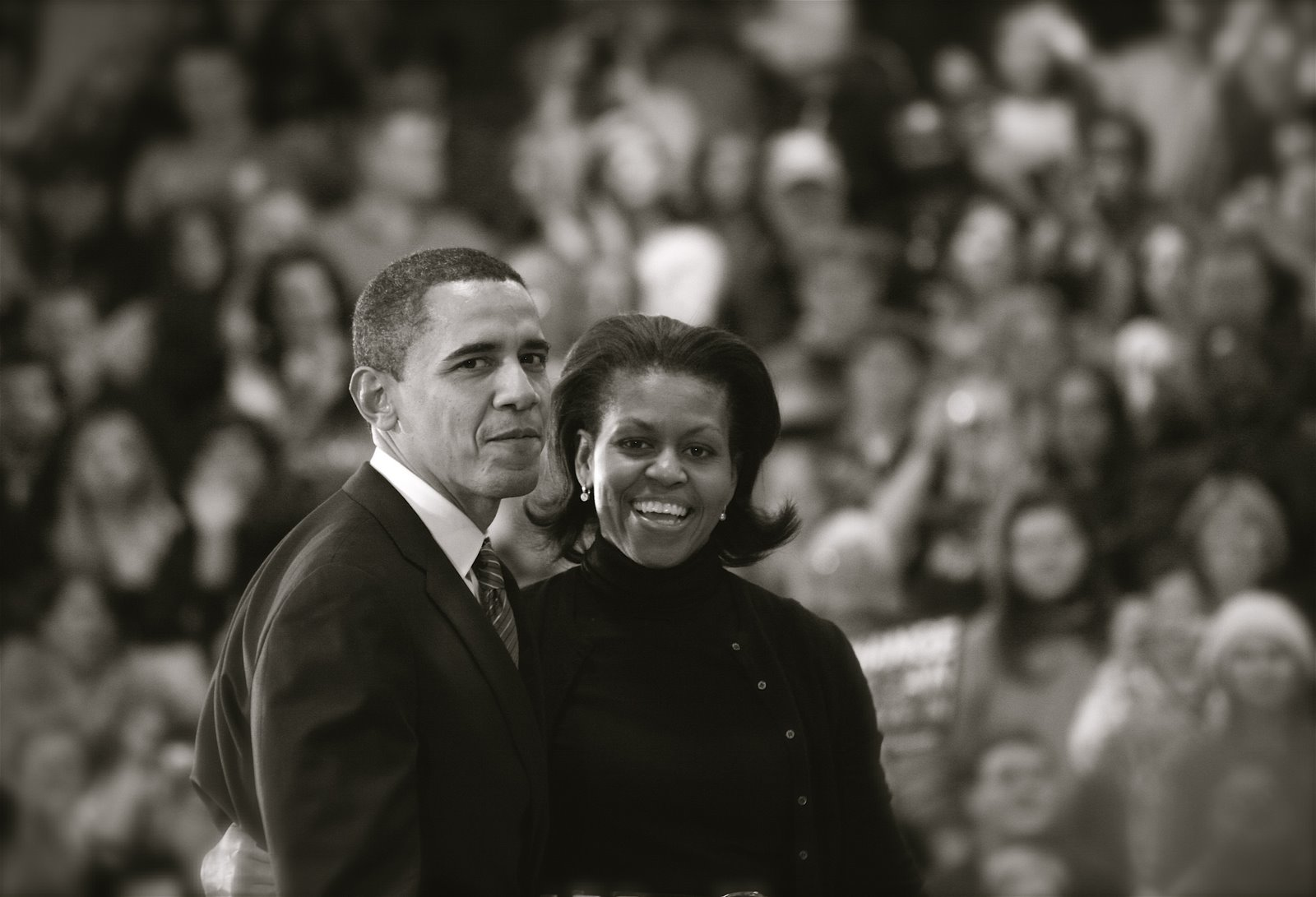
Barack e Michelle Obama.

Ela conheceu Barack Obama quando eles estavam dentre os muito poucos afro-americanos na sua firma de advocacia, Sidley Austin, (ela, algumas vezes, disse que se encontravam em apenas dois departamentos, embora outros já tenham apontado, há outros diferentes departamentos) e a ela foi atribuído o cargo de ser a mentora dele, enquanto ele fora um advogado associado. Sua relação começou com um jantar de negócios e depois uma reunião de organização da comunidade onde ele pela primeira vez a impressionou. O primeiro encontro do casal foi para assistir o filme Do the Right Thing, de Spike Lee. Eles se casaram em outubro de 1992 e tiveram duas filhas, Malia Ann (nascida em 1998) e Natasha (conhecida como Sasha) (nascida em 2001). Após sua eleição para o Senado Estadunidense, a família do Obama continuou a viver no South Side de Chicago, optando por permanecer ali em vez de mudar-se para Washington, D.C.. Ao longo da campanha presidencial norte-americana de 2008 de seu marido, ela fez um "compromisso de estar distante durante um dia da semana de campanha, apenas dois dias na semana e estar em casa ao final do segundo dia" para suas duas filhas. Ela é prima de primeiro grau de parentesco de Rabbi Capers C. Funnye Jr., um dos dos mais proeminentes rabinos negros do país.
Ela uma vez pediu que Barack, que na época era seu noivo, conhecesse sua prospectiva patroa, Valerie Jarrett, considerando seu primeira salto na carreira. Atualmente, Jarrett é uma das mais próximas assessoras de Barack. A relação marital teve seus altos e baixos. A combinação de uma evolução da vida familiar e o início da carreira política levou-a a muitos argumentos sobre o equilíbrio do trabalho e a família. Barack escreveu eu seu segundo livro, The Audacity of Hope: Thoughts on Reclaiming the American Dream, que: "cansado e estressado, nós tivemos pouco tempo para conversar, muito menos romance". No entanto, apesar de suas obrigações familiares e do trabalho, eles continuaram a tentar agendar seus encontros à noite.
As filhas de Obamas frequentaram a University of Chicago Laboratory Schools, uma escola particular. Como membro do conselho da escola, Michelle lutou para manter a diversidade no local, enquanto outros membros do conselho, conectados à Universidade de Chicago, tentaram reservar mais vagas para as crianças na faculdade da universidade. Isso resultou em um plano para expandir a escola. As filhas de Obama, atualmente, frequentam a Sidwell Friends School em Washington D.C. depois também considerando a Georgetown Day School. Ela declarou, em uma entrevista no The Ellen DeGeneres Show, que o casal não pretende ter mais nenhum filho. Eles têm recebido conselhos das primeiras-damas anteriores Laura Bush, Rosalynn Carter e Hillary Rodham Clinton sobre como criar os filhos na Casa Branca. Marian Robinson mudou-se para a Casa Branca para auxiliar com o cuidado das filhas.

## Carreira
Após a faculdade de direito, ela associou-se à firma de direito Sidley Austin, em Chicago, onde ela conheceu seu futuro marido. Na firma, ela trabalhou em marketing e propriedade intelectual. Subsequentemente, ela ocupou posições no setor público no governo da cidade de Chicago como assistente do prefeito e como assistente comissária de planejamento e desenvolvimento. Em 1993, ela tornou-se Diretora Executiva para a agência de Chicago de Alianças Públicas, uma organização sem fins lucrativos, incentivando os jovens a trabalhar em questões sociais, grupos sem fins lucrativos e agências governamentais. Ela trabalhou lá quase quatro anos e definiu registros de angariação para a organização que ainda permaneceu durante uma dúzia de anos depois de sua saída.
Em 1996, ela atuou como Reitora Associada de Serviços Estudantis da Universidade de Chicago, onde desenvolveu o Centro de Serviço Comunitário da Universidade. Em 2002, ela começou a trabalhar para os Hospitais da Universidade de Chicago, primeiramente como diretora executiva dos negócios da comunidade e, no início de maio de 2005, como vice-presidente da Comunidade e Negócios Externos. Ela continuou a deter a posição dos Hospitais da Universidade de Chicago durante a campanha primária de seu Barack, porém teve de cortar parte de seu tempo para passar mais tempo com suas filhas, assim como trabalhar para a eleição do marido; ela, posteriormente, teve uma licença de ausência de seu trabalho. De acordo com o pagamento do imposto de renda do casal de 2006, o salário de Michelle era de US$ 273 618 dos Hospitais da Universidade de Chicago, enquanto o salário de seu marido de US$ 157 082 do Senado dos Estados Unidos. A renda total da família, no entanto, era de US$ 991 296, na qual incluía US$ 51 200 que ela havia adquirido como membro do conselho de diretores da TreeHouse Foods, e investimentos e direitos autorais de seus livros.
Ela serviu como um assalariado membro do conselho da TreeHouse Foods, Inc. (NYSE: THS), um grande fornecedor da rede Wal-Mart com quem ela cortou os laços imediatamente após seu marido fazer comentários críticos do Wal-Mart no fórum da AFL-CIO em Trenton, Nova Jérsei, em 14 de maio de 2007. Ela serviu no conselho de diretores do Chicago Council on Global Affairs.

## Prêmios
2023 — 100 mulheres mais inspiradoras do mundo pela BBC.

## Eleição presidencial de 2008

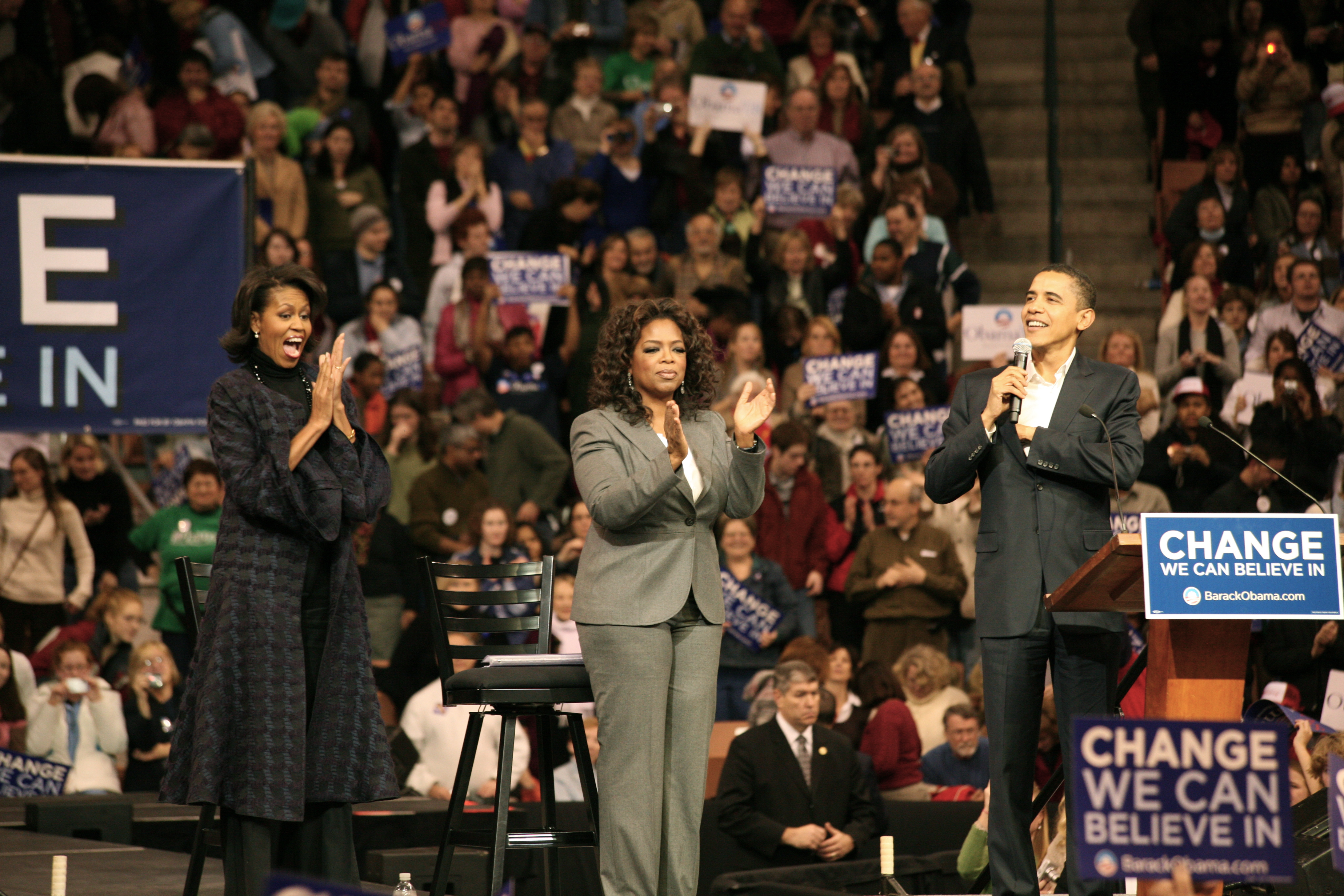
Oprah Winfrey unindo-se aos Obama na campanha eleitoral, 10 de dezembro de 2007.

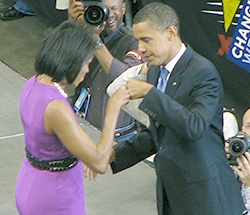
O "fist bump" dos Obama em consequência da vitória de Barack na nomeação Democrata.

Embora Michelle tenha feito campanha ao lado de seu marido Barack, desde o início de sua carreira política apertando mãos e angariando fundos, ela não apreciou a atividade primeiramente. Quando ela fez campanha durante a corrida de seu marido em 2000 para a Câmara dos Representantes dos Estados Unidos, seu patrão da Universidade de Chicago perguntou se havia alguma coisa única na campanha que lhe beneficiou; após pensar um pouco, ela respondeu que visitar tantas salas de estar tinha dado a ela algumas novas ideias de decoração.
Inicialmente, Michelle tinha certos receios sobre a campanha presidencial de seu marido, devido a temores sobre um possível efeito negativo em suas filhas. Ela disse que negociou um acordo no qual seu marido deveria abandonar o ato de fumar em troca de sua ajuda na decisão da corrida presidencial. Sobre seu papel na campanha presidencial de Barack ela disse: "Meu emprego não é ser uma conselheira sênior". Durante a campanha, ela esteve discutindo etnia e educação, usando sua maternidade como um truque.
Em maio de 2007, três meses após seu marido ter declarado sua candidatura presidencial, ela reduziu suas responsabilidades profissionais por oito por cento para auxiliar sua campanha à presidência. No início da campanha, ela limitou sua participação em cada viagem para eventos políticos a apenas dois dias na semana e viajava à noite, e apenas se suas filhas pudessem ir também; pelo início de fevereiro de 2008, sua participação progrediu significantemente, atendendo trinta e três eventos em oito noites. Ela fez várias campanhas aparecendo com Oprah Winfrey. Ela escreveu seu próprio discurso para a campanha presidencial de Barack e fê-lo sem notas.
Durante toda a campanha, a mídia muitas vezes a marcou como uma "mulher zangada e negra" e alguns websites tentaram propagar essa percepção, causando a ela responder: "Barack e eu estivemos no olhar do público por muitos anos desde agora, e nós temos desenvolvido uma pele espessa ao longo do caminho. Quando você está fora da campanha, sempre haverá críticas. Eu acabei de 'pegar no tranco', e no final do dia, eu sei que isso vem com o território." No tempo da Convenção Nacional Democrata de 2008 em agosto, os meios de comunicação observaram que a presença de Michelle na campanha eleitoral tinha crescido mais suavemente do que no início da corrida, focando na solicitação de referências e enfatizando um tanto com o público ao invés de atirar-lhes desafios, e dando entrevistas para shows como The View e publicações como Ladies' Home Journal, ao invés de aparecer em programas novos. A mudança foi ainda refletida nas suas escolha de roupas, vestindo roupas mais informais, no lugar de peças previamente desenhadas. Sua aparência em The View foi, parcialmente, destinada a ajudar e atenuar a percepção dela, o que foi amplamente acompanhado pela imprensa.

A campanha presidencial foi sua primeira exposição ao cenário político nacional e mesmo após o campo de candidatos democratas ter sido reduzido para dois, ela foi considerada a última famosa das esposas dos candidatos. No início da campanha, ela contou anedotas sobre a vida da família Obama; no entanto, como a imprensa começou a enfatizar seu sarcasmo, ela abaixou seu tom. A colunista do editorial do jornal The New York Times, Maureen, Dowd escreveu: 
Eu entristeço um pouco quando Michelle Obama esbraveja seu marido como uma mera rotina mortal-cômica que repousa sobre a presunção que nós a vemos como uma deusa... Porém, podem não ser políticas espertas escarnecê-lo em um caminho que o vira para o glamour de JFK no mundano Gerald Ford, queimando seu próprio sonho inglês. Se todo senador Obama é fútil, é a mística de Camelot, por que desmerece essa mística?
Em 18 de fevereiro de 2008, ela comentou, em Milwaukee, Wisconsin que "pela primeira vez em minha vida adulta, eu estou orgulhosa do meu país, porque sente-se, como esperança, que está finalmente dando recompensa." Mais tarde daquela noite, ela reformulou seu discurso em Madison (Wisconsin), dizendo que "pela primeira vez no meu tempo de vida adulto, eu estou realmente orgulhosa de meu país, e não apenas porque Barack está se saindo bem, mas porque eu acho que o povo está faminto de mudança". Diversos comentaristas criticaram seus comentários, e a campanha emitiu uma declaração que "qualquer um que ouvira seus comentários... entenderia que ela estivesse comentando sobre nossa política". Em junho de 2008, a primeira-dama da época Laura Bush comentou sobre as palavras controversas: "Eu acho que ela, provavelmente, tinha a intenção de dizer que estava 'mais feliz', vocês sabem, é o que ela realmente pretendia", adicionando, "Significa, sei, que isso é uma das coisas que você aprende e é uma das reais partes difíceis ambas para a corrida para a presidência e sendo esposa do presidente, isto é, tudo o que você diz é analisado e em muitos casos, erroneamente".

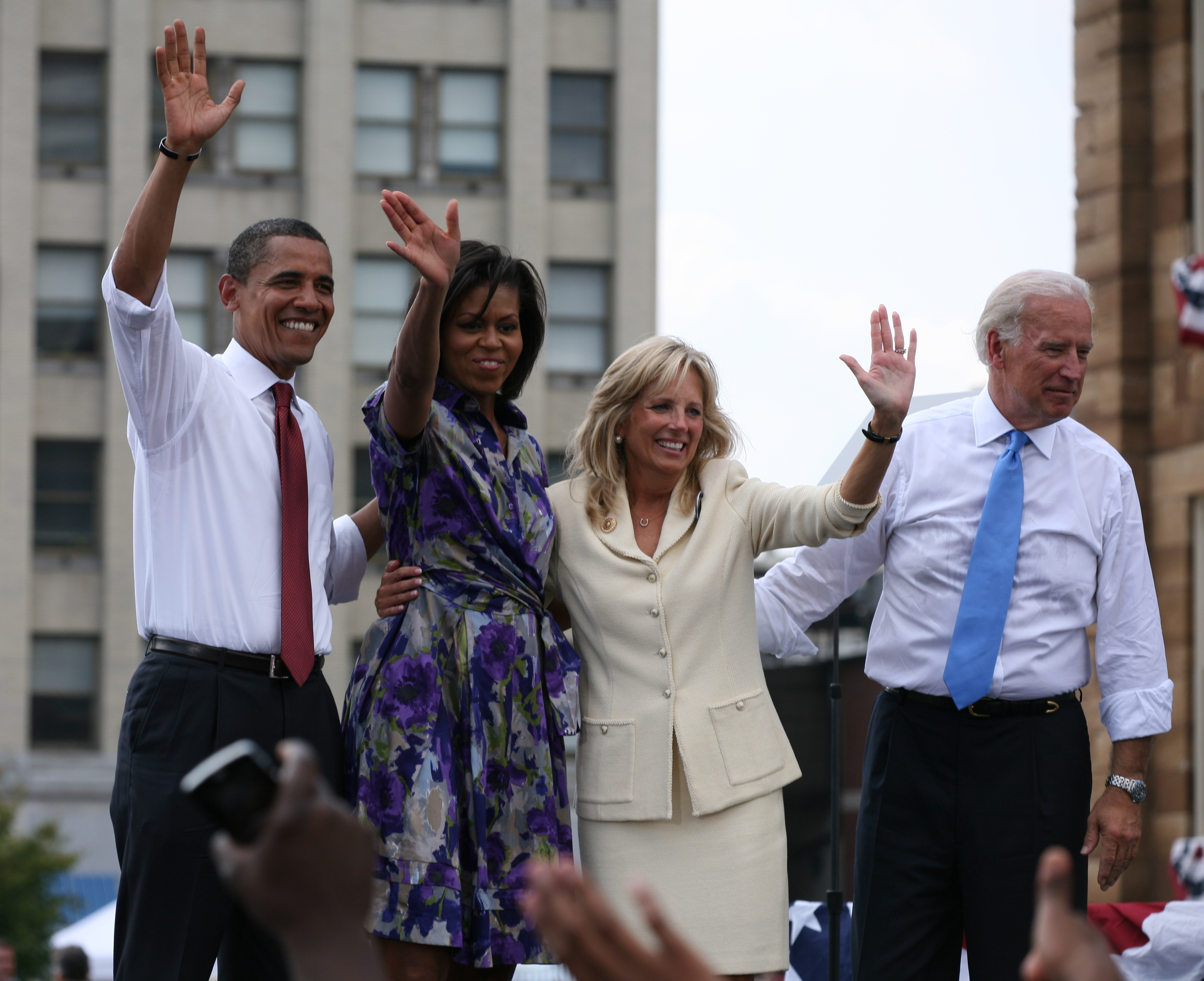
Os Obamas, com Joe e Jill Biden em 23 de agosto de 2008 durante o anúncio Vice-presidencial em Springfield, Illinois.

Questionada em fevereiro de 2008 se ela poderia ver a si mesma "trabalhando para apoiar" Hillary Rodham Clinton se ela conquistasse o cargo de candidata democrata à presidência, ela disse "Eu teria que pensar sobre isso. Eu teria que pensar em políticas, suas abordagens, seu tom." Porém, quando questionada sobre isto pela entrevista, ela começou "Você sabe, todos deste partido trabalharão duro por qualquer um que for o candidato". Apesar de suas críticas sobre Clinton durante a campanha de 2008, quando perguntada em 2004 qual esposa de político ela admirava, ela havia citado Hillary Clinton, afirmando, "Ela é esperta, e graciosa, e tudo que ela aparenta para ser pública — alguém que consegue levantar o que parece ser sólido".

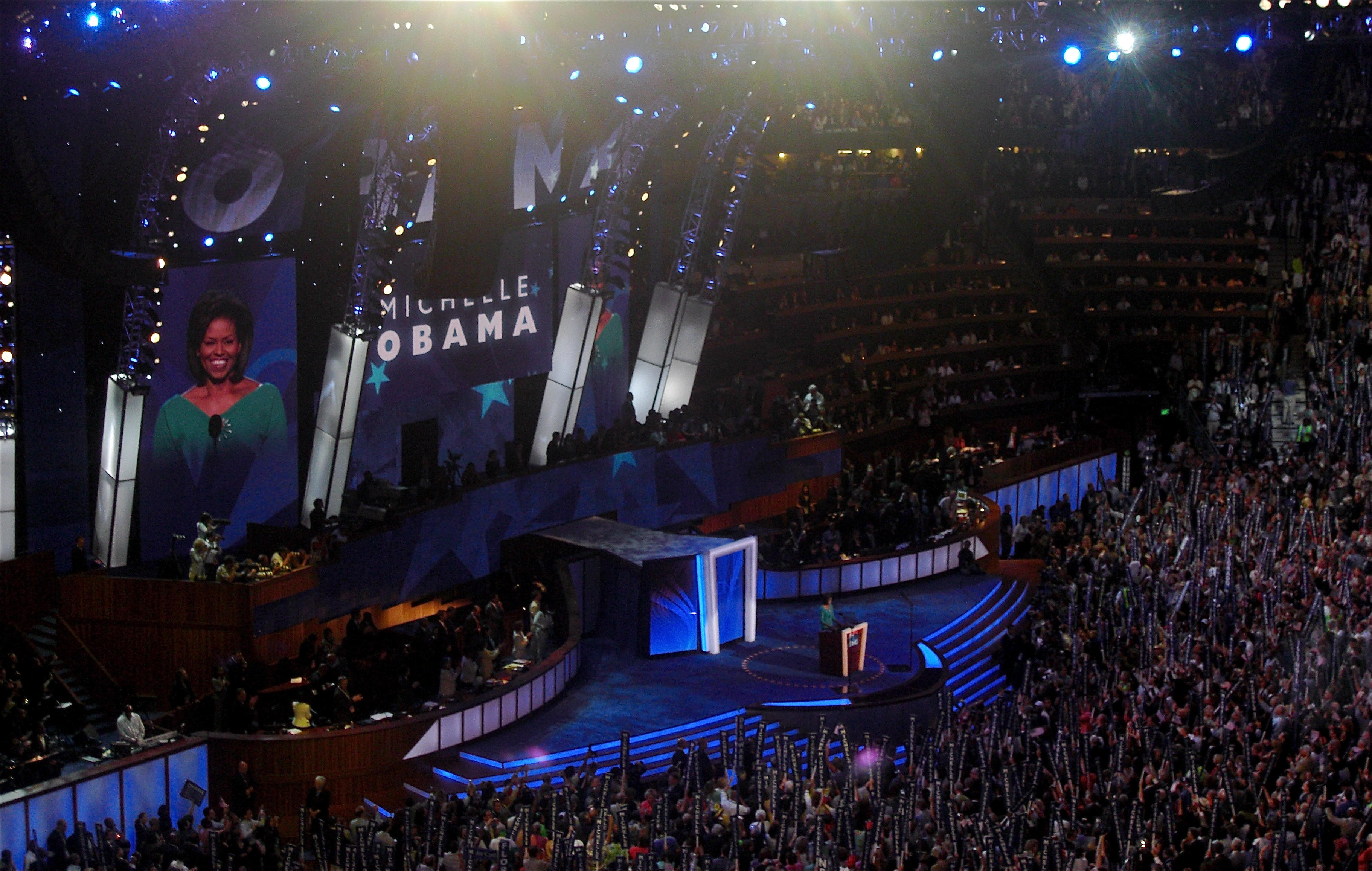
Obama discursa na convenção Democrata de 2008.

Na primeira noite da Convenção Nacional Democrata de 2008, Craig Robinson introduziu sua irmã mais nova. Ela emitiu seu discurso, durante o qual ela procurou retratar a si mesma e a sua família como a encarnação do Sonho Americano. Obama disse que ambos ela e seu marido acreditam "que você trabalha duro para o que você quer na vida, que sua palavra é sua obrigação, e você faz o que você diz que fará, que você trata as pessoas com dignidade e respeito, mesmo se você não conheça-os, e mesmo se você não concorde com eles". Ela também enfatizou amar seu país, em resposta às críticas por suas declarações anteriores sobre sentir-se orgulhosa de seu país pela primeira vez.
Este discurso foi largamente bem-recebido e atraiu, principalmente, opiniões positivas. A companhia de pesquisas de opinião Rasmussen Reports descobriu que sua favorabilidade entre os estadunidenses chegou a 55%. O comentarista político Andrew Sullivan descreveu o discurso como "um dos melhores, mais emocionantes, íntimos, animadores, humildes, e bonitos discursos que eu já ouvi de uma plataforma como a convenção". O discurso fez Juan Williams chorar sobre a ideia da significância de sua apresentação como uma representante da América Negra. Um par de artigos no National Review, incluindo um por Byron York, contudo, notou que, apesar do discurso ter sido apresentado na América como a terra de oportunidades, ele conflitou com os discursos de Michelle na campanha eleitoral que descreveu aspectos negros do país.
Em uma entrevista a um programa de rádio em 6 de outubro de 2008, Larry King perguntou a ela se o eleitorado americano foi passado pelo "efeito Bradley", uma teoria proposta para explicar discrepâncias observadas entre pesquisas de opinião de votantes e resultados das eleições. Ela afirmou que a realização da candidatura de Barack foi um indicador bastante forte que isto ocorreu. Na mesma noite ela também foi entrevistada por Jon Stewart no The Daily Show, onde ela defletiu críticas de seu marido e sua campanha.
No show da Fox News Channel de E. D. Hill, America's Pulse, Hill referiu-se ao fist bump partilhado pelos Obamas na noite que ele rebitou a candidatura presidencial democrata como uma "manobra terrorista". Em junho de 2008, Hill foi removido de seus deveres no específico show, no qual foi, posteriormente, cancelado.

## Primeira-dama dos Estados Unidos

### Estilo e senso de moda

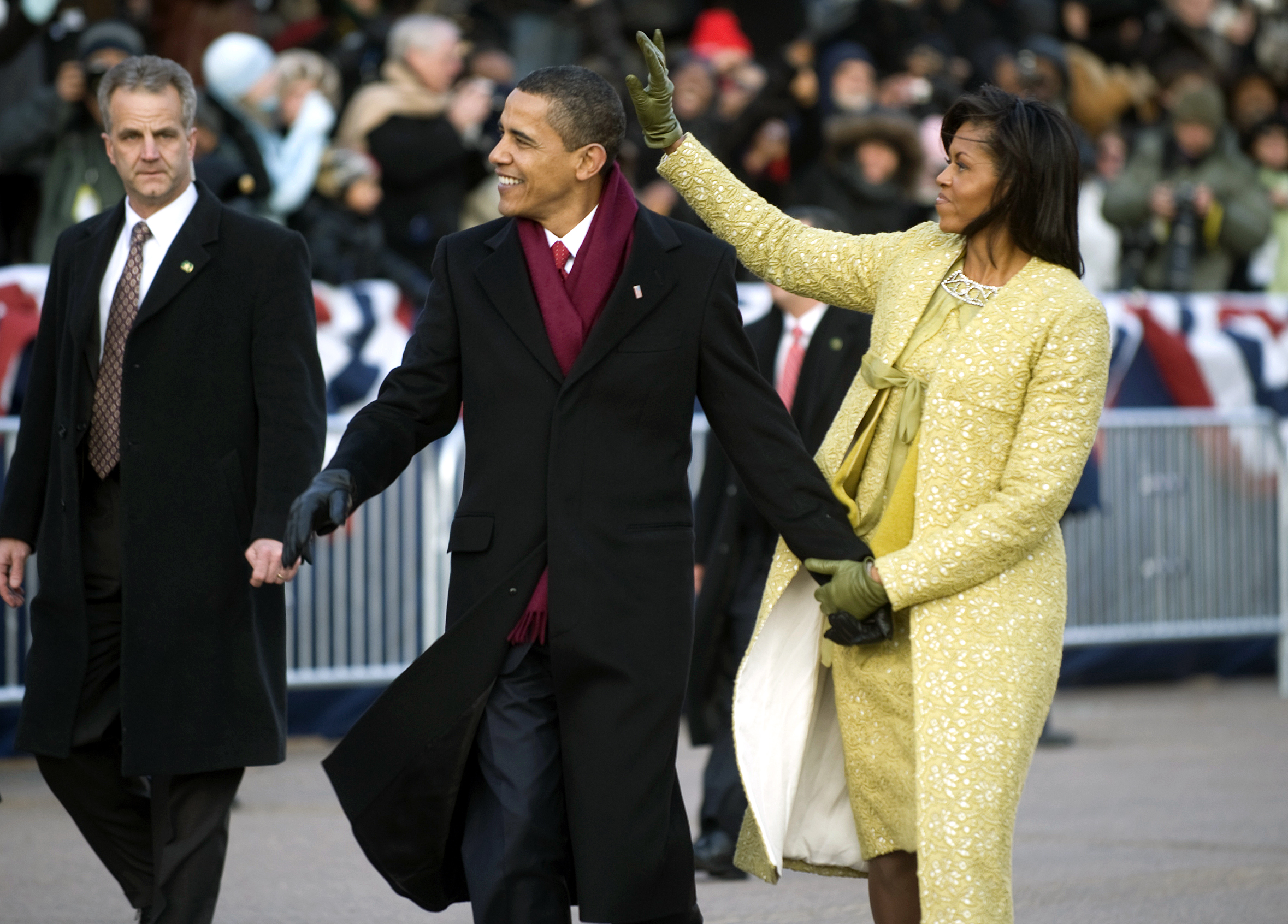
Michelle Obama vestiu roupas de Isabel Toledo feitas na St. Gallen Embroidery, durante a Posse de Barack Obama em 2009.

Com a ascensão de seu marido como um proeminente político nacional, Michelle Obama, assim como todas as outras primeiras-damas, tornou-se parte da cultura popular. Em maio de 2006, a revista Essence listou-a como uma das "25 Mulheres mais Inspiradoras do Mundo." Em julho de 2007, a revista Vanity Fair a listou como uma das "10 Pessoas Mais Bem-Vestidas do Mundo." Ela foi uma convidada honorária no Oprah Winfrey's Legends Ball como uma "young'un", pagando tributo aos 'Legends', no qual a ajudou a preparar o caminho para mulheres afro-americanas. Em setembro de 2007, a revista 02138 listou-a como 58.ª da 'The Harvard 100'; uma lista dos mais influentes alunos da Universidade de Harvard dos anos anteriores. Seu marido também foi marcado, porém como quarto. Em julho de 2008, reapareceu novamente na lista internacional dos mais bem vestidos da Vanity Fair. Michelle também apareceu na lista das mulheres mais bem-vestidas de 2008 e foi elogiada pela revista por seu olhar "clássico e confidente".
Como uma mulher de alto perfil de compleição escura e um casamento estável, foi antecipado que ela iria ser uma modelo de alta categoria que iria influenciar o ponto de vista que o mundo tem de afro-americanos. Suas opções de moda foram parte da Fashion week, porém a influência de Obama na área não teve um impacto sobre a escassez de modelas americanas que participaram, como alguns pensaram que isto poderia.

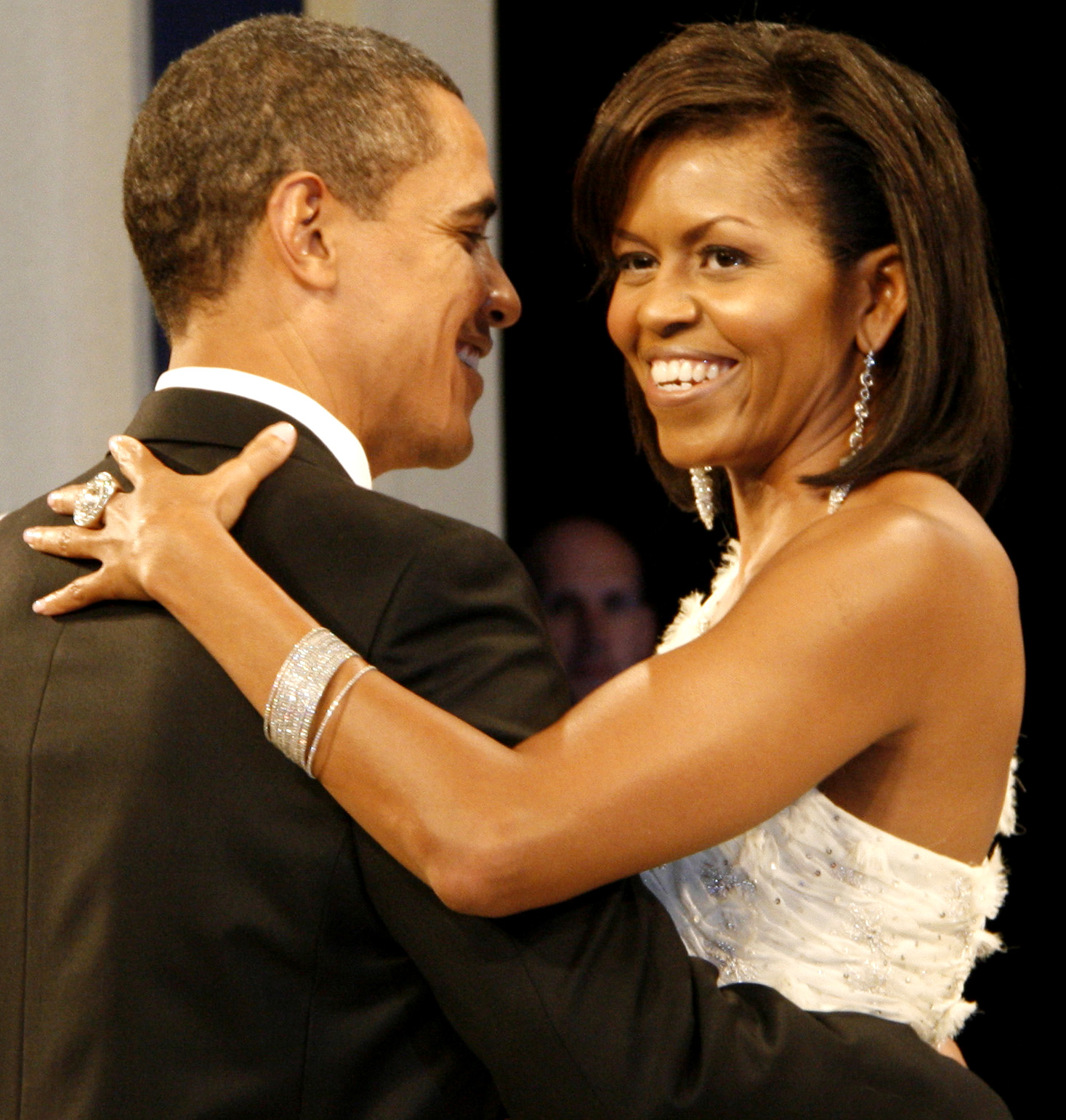
Casal Obama no baile inaugural.

Ela tem sido comparada com Jacqueline Kennedy, devido ao seu estilo elegante, mas não exagerado, e também com Barbara Bush pela sua disciplina e decoro. Sobre seu vestido branco de um ombro de Jason Wu, 2009 inaugural, foi dito a ser "uma improvável combinação de Nancy Reagan e Jackie Kennedy". O estilo de Obama é descrito como populista. Ela frequentemente veste roupas dos designers Calvin Klein, Oscar de la Renta, Isabel Toledo, Narciso Rodriguez, Donna Ricco e Maria Pinto, e tornou-se uma tendência de moda, em particular, seu favoritismo de vestidos sem mangas que mostra seus atenuantes braços.
Ela apareceu na capa da edição de março de 2009 da revista Vogue. Todas as primeiras-damas dos Estados Unidos desde Lou Hoover (exceto Bess Truman) estiveram na Vogue, porém apenas Hillary Clinton havia, anteriormente, aparecido na capa.

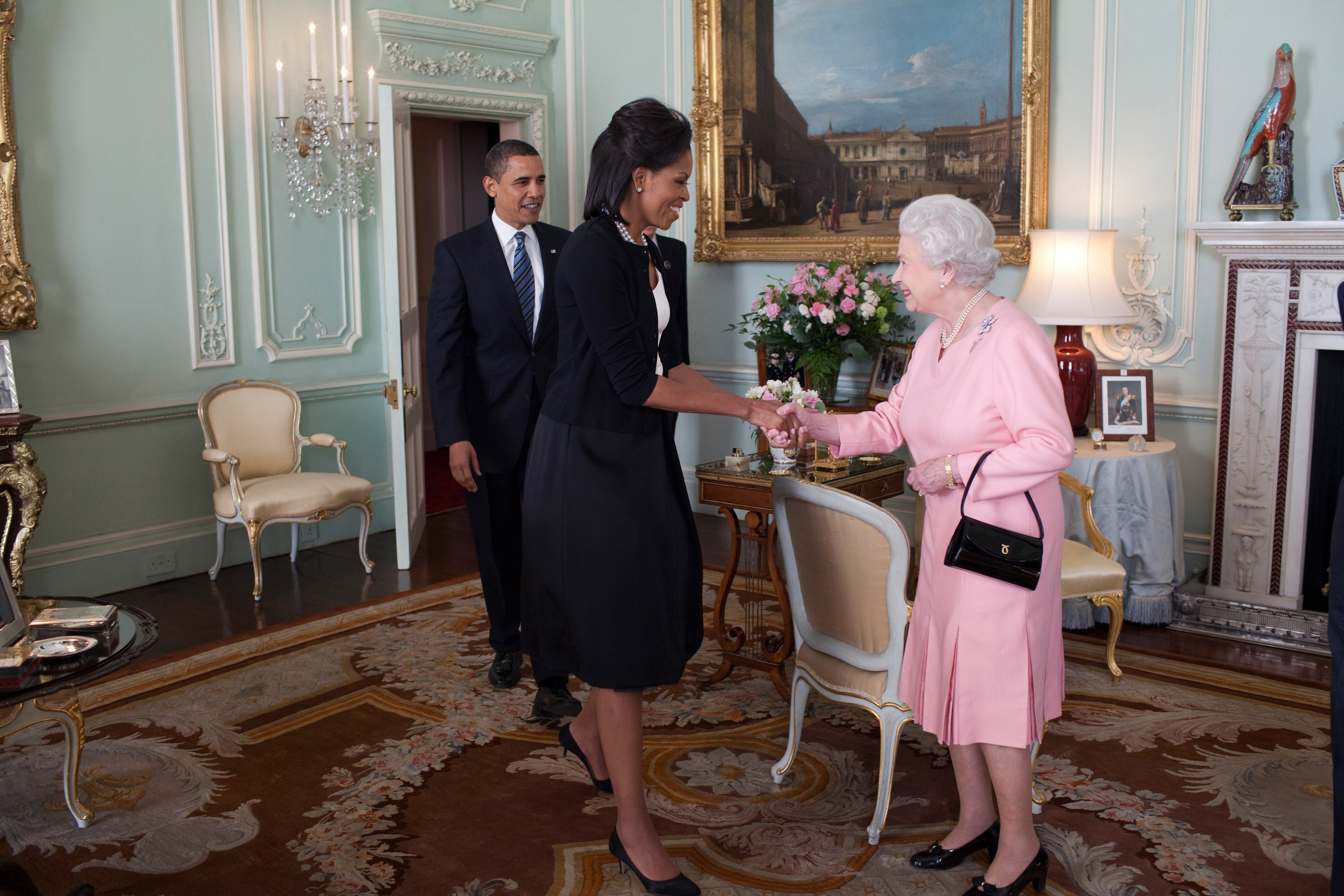
Barack e Michelle Obama com a Rainha Elizabeth II no Palácio de Buckingham, Londres, Reino Unido, 1 de abril de 2009.

Um desejo que tem surgido em algumas pessoas é de que a mídia deveria focar mais nas contribuições sérias da primeira-dama, ao invés de seu senso de moda. Obama afirmou que gostaria de concentrar a atenção como Primeira-dama em questões como: preocupação com famílias militares e famílias trabalhadoras. A colunista Bonnie Erbe argumentou que seus próprios publicitários parecem estar alimentando a ênfase em estilo acima de substância.

### Trabalhos realizados e causas promovidas
- Commons
- Commons
- Wikiquote

Durante seus primeiros meses como Primeira-dama, ela frequentemente visitou abrigos de desalojados. Também enviou representantes para escolas e defendeu o serviço público. Em sua primeira viagem ao exterior, em abril de 2009, ela excursionou um ala de hospital de câncer com Sarah Macaulay, esposa do primeiro-ministro britânico Gordon Brown. Advogou sobre o interesse de famílias militares. Assim como suas predecessoras Clinton e Bush, que apoiaram o movimento orgânico instruindo às cozinhas da Casa Branca a comprar comidas orgânicas, Obama recebeu atenção quando plantou um jardim orgânico e instalou colmeias de abelhas no Gramado Sul da Casa Branca, o qual irá fornecer produção orgânica e mel para a família do presidente e para jantares com líderes de Estado e outros encontros oficiais.
Obama tornou-se uma defensora das prioridades políticas de seu marido, promovendo notas que apoiam isto. Segundo a promulgação da Lei de Igualdade de Pagamento, Obama promoveu uma recepção da Casa Branca para a defesa do direito das mulheres. Ela pronunciou seu apoio à nota de estímulo econômico em visita ao Departamento dos Estados Unidos de Habitação e Desenvolvimento Urbano. Alguns observadores olharam favoravelmente para as atividades legislativas da Sra. Obama, enquanto outros sentiram que ele deveria estar menos envolvida na política. De acordo com os representantes dela, ela pretende visitar todos Gabinetes dos Estados Unidos, a fim de se familiarizar com Washington.
Ela ganhou um crescimento do apoio do público em seus primeiros meses como primeira-dama. Obama é notável pelo seu apoio à famílias militares e alguns republicanos. Como o público está se acostumando cada vez mais com ela, está se tornando mais aceita. Newsweek descreveu sua primeira viagem ao exterior como uma exibição de seu "poder-de-estrela" tão calado e MSN descreveu isto como uma exibição de elegância. Houve questões levantadas nas mídias americana e britânica media em relação ao protocolo quando os Obamas conheceram a Rainha Elizabeth II, e Michelle retribuiu um toque nas costas na Rainha durante a recepção, supostamente contra a etiqueta real tradicional. Fontes do palácio negaram qualquer violação de etiqueta ocorrida. Ela também liderou um movimento que tentou pressionar o seu marido para mandar tropas para a Nigéria contra o Boko Haram.